# Казань (корвет, 1816)
«Казань» — 16-пушечный парусный корвет Каспийской флотилии России.

## Описание судна
Парусный корвет, один из четырёх корветов одноимённого типа. Длина судна по сведениям из различных источников составляла от 33,53 до 33,6 метра, ширина от 9,14 до 9,5 метра, а осадка от 3,18 до 3,8 метра. Вооружение судна состояло из 16/18 орудий. Второй из корветов данного типа, носивший название «Казань», первый был построен в 1807 году.

## История службы
Корвет «Казань» был заложен в 1815 году в Казанском адмиралтействе и после спуска на воду 11 марта 1816 года вошёл в состав Каспийской флотилии России. Строительство вёл корабельный мастер А. П. Антипьев.
В 1817 году по внутренним путям был переведён из Казани в Астрахань. В следующем году выходил в практическое плавание в Каспийское море. С 1819 по 1821 год принимал участие в военно-исследовательской экспедиции Н. Н. Муравьёва-Карсского к туркменскому берегу Каспийского моря. С 1822 по 1826 год вновь выходил в практические плавания в Каспийское море.
Корвет был разобран в Астрахани в 1827 году.

## Командиры корвета
Командирами корвета «Казань» в разное время служили:
- А. Е. фон Кригер (с 1817 года по июнь 1819 года).
- лейтенант Г. Г. Басаргин (с июня 1819 года по 1821 год).